# 인천부평동초등학교
인천부평동초등학교는 대한민국 인천광역시 부평구 부평동에 있는 공립 초등학교이다.

## 학교 연혁
- 1940년 4월 24일 인천소화동공립심상소학교 개교
- 1941.03.19 제1회 졸업식
- 1945.09.17 인천부평동국민학교로 교명 변경
- 1994.03.01 보육실(유아방) 개설
- 1996.03.01 인천부평동초등학교로 교명 변경
- 2001.06.01 학교 환경 대수선 사업
- 2004.03.26 학교급식 시설 현대화 사업 개소식
- 2008.02.10 어학실 현대화 및 전교실 냉난방 시설공사
- 2008.02.15 제68회 졸업식 -> 졸업생현황(남:108 여:88 계:196명)
- 2008.03.01 33학급 편성(특수학급 2학급 포함)
- 2009.02.18 제69회 졸업식 -> 졸업생현황(남:86 여:81 계:167명)
- 2009.03.01 31학급 편성(특수학급 2학급 포함)
- 2010.02.12 제70회 졸업식 -> 졸업생현황(남:89 여:88 계:177명)
- 2014.03.01 31학급 편성(특수학급 3학급 포함)
- 2014.02.14 제74회 졸업식 (108명)
- 2014.03.01 33학급 편성 (학습도움반 2학급 포함)
- 2015.02.13 제75회 졸업식(123명)
- 2015.03.01 33학급 편성
- 2016.02.12 제76회 졸업식(139명)
- 2016.03.01 34학급 편성
- 2016.09.01 제29대 최임인 교장 부임
- 2017.02.09 제77회 졸업식( 남 80명, 여 58명 계:138명)
- 2017.03.01 36학급 편성
- 2018.02.13 제78회 졸업식( 남:54명, 여:69명 계:123명 )
- 2018.03.01 36학급 편성

## 참고 자료
- 인천부평동초등학교 - 한국교육학술정보원 학교알리미